# Charles E. Boles

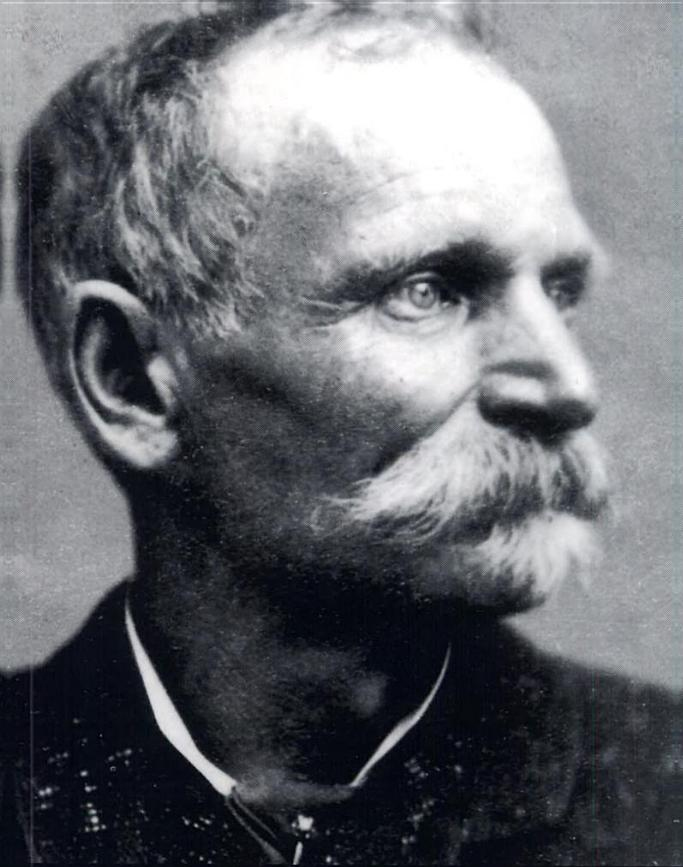
Charles E. Boles, auch bekannt als Black Bart

Charles E. Boles (geboren 1829 in Norfolk als Charles E. Bowles; verschwunden seit 1888) war ein US-amerikanischer Postkutschenräuber aus der Zeit des Wilden Westens. Er nannte sich Black Bart und trat auch unter dem Namen Charles E. Bolton auf. Er trug weitere Tarnnamen.
Seine Zeitgenossen kannten Black Bart unter dem Namen „Black Bart the Poet“, denn er wurde dafür bekannt, dass er bei Überfällen Gedichte hinterließ. Aufgrund dieser Gedichte und seiner gehobenen Ausdrucksweise wurde er als ehrenwerter Bandit bekannt und konzentrierte sich auf den Postkutschenraub in Nordkalifornien und Südoregon in den 1870er und 1880er Jahren. Seine Bekanntheit beruht nicht nur auf seinen beinahe 30 Überfällen, sondern auch auf seinem Auftreten und seinem Stil.

## Frühe Jahre
Charles E. Bowles, in seiner Jugend Charley genannt, war eines von neun Kindern von John Bowles (1788–1872) und Maria Leggett Bowles (1793–1872). Er und seine sechs älteren Geschwister wurden in Norfolk in England geboren. Als er zwei Jahre alt war, wanderte die Familie in die Vereinigten Staaten aus und ließ sich in Jefferson County nieder. Irgendwann vor seiner Heirat änderte er seinen Namen um und nannte sich fortan Charles E. Boles.
In den späten 1840ern nahmen Boles und sein Cousin David am kalifornischen Goldrausch teil. Die beiden begannen mit der Goldsuche in North Fork und am American River in Kalifornien. Sein Bruder Robert (geboren 1822) schloss sich ihnen 1852 an, starb aber kurz darauf in San Francisco. 1854 ging Boles wieder zurück in den Osten und heiratete noch im selben Jahr Mary Elizabeth Johnson. Im Jahr 1860 wurde Boles mit seiner Frau Mary Elizabeth in Decator, Illinois ansässig. Die Familie hatte in der Zeit von 1857 bis 1866 vier Kinder.
Boles diente ab August 1862 in der Kompanie B des 116. Illinois Regiments als einfacher Soldat im Sezessionskrieg. Boles war ein guter Soldat und schaffte die Beförderung vom Rekruten zum First Sergeant innerhalb eines Jahres. Er diente in zahlreichen Schlachten und Feldzügen wie Vicksburg (wo er verwundet wurde) und Shermans „Marsch zum Meer“. Am 7. Juni 1865 wurde er in Washington, D.C. als First Sergeant vom Kriegsdienst entlassen und kehrte nach Illinois zurück.

## Kriminelle Karriere
Nach dem Krieg war Boles nicht bereit, ein ruhiges Leben auf dem Bauernhof zu verbringen. Er suchte nach Abenteuern. 1867 ging er wieder auf Goldsuche nach Idaho und Montana. Aus dieser Zeit ist wenig von Black Bart übermittelt, aber in einem Brief an seine Frau Mary Elizabeth aus dem August 1871 schrieb er von einem Vorfall mit einigen Mitarbeitern der damaligen Wells-Fargo-&-Co.-Postkutschengesellschaft, die ihn um seine Mine bringen wollten. Er erklärte, er werde gegen diese vorgehen. Nach diesem Vorfall beendete er den Schriftverkehr mit seiner Frau, welche von dieser Zeit an dachte, Boles wäre tot.

### Der Charakter des „Black-Bart“
Boles las wie viele seiner Zeitgenossen billige Abenteuer-Romane, die in den lokalen Zeitungen erschienen. In den frühen 1870er Jahren veröffentlichte die Sacramento Union einen Serienroman mit dem Namen „The Case of Summerfield“. In der Geschichte trug die Hauptperson meist schwarze Kleidung, hatte langes ungebändigtes Haar, einen langen schwarzen Bart und wilde grüne Augen. Der Bösewicht überfiel Wells-Fargo-Postkutschen und machte jenen große Angst, die ihm über den Weg liefen. Der Name des Charakters war Black Bart, weswegen Boles sich entschied, den Namen anzunehmen, um unerkannt zu bleiben.
Boles tauchte 1875 als Black Bart erstmals in offiziellen Dokumenten auf, als er in Calaveras County das erste Mal eine Postkutsche überfiel. Mit Attrappen soll er eine Übermacht vorgetäuscht haben. Was den Raub außergewöhnlich machte, waren Höflichkeit und gute Manieren des Banditen. Laut Überlieferung sprach er in einem tiefen und zuvorkommenden Ton „Please throw down the box“, also ungefähr „Bitte werfen Sie die Kiste herunter.“ Boles gab sich zuvorkommend und verwendete keine unflätigen Ausdrücke; zudem soll er persönliche Wertsachen der Passagiere stets zurückgewiesen haben. Diese Besonderheit wurde das Markenzeichen des Banditen. Weiterhin benutzte er nie ein Pferd.
Boles beraubte als Black Bart zwischen 1875 und 1883 zahlreiche Wells-Fargo-Postkutschen in Nordkalifornien, außerdem verübte er einige Raubüberfälle am Siskiyou-Trail zwischen Kalifornien und Oregon. Bei seinem vierten und fünften Raubzug hinterließ er am Tatort jeweils ein kurzes Gedicht mit verstellter Handschrift, unterschrieben als „Black Bart, the P o 8“. Black Bart war über die Jahre sehr erfolgreich und erbeutete über zehntausend US-Dollar. Während seines letzten Raubüberfalls nahe der heutigen Stadt Copperopolis wurde er am 3. November 1883 angeschossen und musste fliehen. Bei dieser Tat hinterließ er viele persönliche Stücke wie seine Brillen, Essen und ein Taschentuch mit Wäschereisiegel.

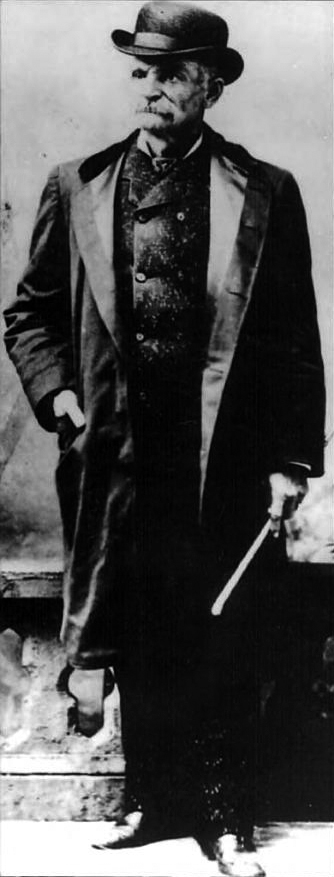
Charles E. Boles/Bowles/Bolton als Gentleman

## Überführung und Prozess
Der von Wells Fargo beauftragte Detektiv James B. Hume fand heraus, dass das Wäschereisiegel von der Ferguson & Bigg’s California-Wäscherei aus San Francisco stammte. Die Mitarbeiter der Wäscherei konnten Boles identifizieren und Hume schaltete bald die Polizei ein. Laut Bekannten war Black Bart als Minenbautechniker unter falschem Namen bekannt (variierende Überlieferungen sprechen von C.E. Bolton oder T.Z. Spalding). Seinen falschen Namen konnten die Ermittler mithilfe einer Bibel widerlegen, einem Geschenk seiner Frau mit einer Inschrift seines richtigen Namens. Nach den Minen befragt, die angeblich in seinem Besitz waren, konnte er keine Auskunft geben und gab vor, verärgert über die Festnahme zu sein. Auch bei Gegenüberstellungen mit Kutschern gab er sich gelassen und als falsch beschuldigten Gentleman. Erst nach mehreren Tagen Überredung und Verhören gestand er schließlich und bekannte sich in Anwesenheit eines Richters schuldig. Im Polizeibericht stand über Charles E. Bolton: „Black Bart ist eine Person mit ungeheurem Durchhaltevermögen, überzeugender Scharfsinnigkeit bei schwierigen Situationen und war ein extrem anständiger und höflicher Mensch. Scheut Obszönitäten.“
Bolton (Boles hatte sich weiterhin geweigert, seine Identität als Charles E. Boles zuzugeben) wurde am 17. November 1883 zu sechs Jahren Gefängnis in der San-Quentin-Strafanstalt verurteilt und trat diese am 21. November an. Aus der Haft schrieb er erstmals seit Beginn seiner kriminellen Karriere wieder an seine Frau. Der Gefängnisaufenthalt verkürzte sich wegen guter Führung auf vier Jahre. Bei seiner Entlassung im Januar 1888 war Boltons Gesundheit aufgrund des Gefängnisaufenthaltes angeschlagen. Er war sichtlich gealtert, seine Sehkraft war schlechter, er war auf einem Ohr taub. Bei seiner Entlassung waren auch viele Reporter anwesend. Ein Reporter fragte Bolton: „Werden Sie jetzt wieder Postkutschen ausrauben?“ Bolton antwortete: „Nein, mein lieber Herr, ich bin fertig mit Verbrechen.“ Ein weiterer Reporter fragte ihn, ob er weiter Gedichte schreiben werde. Bolton antwortete lachend „Haben Sie mich nicht verstanden? Ich bin fertig mit Verbrechen.“

## Verschwinden
Boles kehrte nach der Entlassung nicht zu seiner Frau nach Missouri zurück. Jedoch verließ er Ende Februar 1888 seine Wohnung in San Francisco und soll nach Angaben von Wells Fargo, die ihn beschatten ließen, in einem Hotel in Visalia abgestiegen sein. Nach dem 28. Februar 1888 verlieren sich dort seine Spuren. Seine Frau wurde 1892 amtlich als Witwe geführt.

### Gerüchte und Theorien zu seinem Verschwinden
Eine Theorie zu Boles Verschwinden ist, dass Wells-Fargo, das Postkutschenunternehmen, ihn dafür bezahlte, keine weiteren Raubüberfälle zu begehen. Wells Fargo distanzierte sich von diesen Aussagen.
Indizien legen nahe, dass Black Bart nach New York City zog und dort bis zu seinem Tod 1917 in aller Stille lebte: Angeblich erschien 1917 in einer New Yorker Zeitung ein Nachruf auf einen Charles E. Boles. Andere Gerüchte besagen, dass er weitere Postkutschenüberfälle in Montana oder Nevada beging. Ein weiteres Gerücht ist, dass Black Bart bei einem Postkutschenraub nahe Virginia City in Nevada getötet wurde, doch seine Leiche wäre in diesem Fall sicher identifiziert worden.

### Nachahmungstäter
Am 14. November 1888 wurde eine Wells-Fargo-Postkutsche von einem Banditen überfallen, der ebenfalls Gedichte hinterließ. Nach genauen Studien der beiden Handschriften kam Wells Fargo-Ermittler Hume zu der Erkenntnis, dass diese Gedichte nicht von Black Bart stammten.

## Trivia
- Black Bart taucht in Lucky Luke Band 15 (Die Postkutsche) als Nebenfigur auf. Seine Darstellung mischt reale (bspw. die Gedichte, seine Überführung durch eine Wäscherei in San Francisco) mit fiktiven (Barts Anstellung als Dorfschulmeister vor seiner Banditenlaufbahn) Elementen.
- 1947 inszenierte Raoul Walsh den Western Schmutzige Dollars, dessen Antagonist an Charles Boles angelehnt ist.
- 1948 erschien der Film Die schwarze Maske, der den Charakter des Black Bart stark verfremdet darstellt.
- In der Folge Black Bart, der Postkutschenschreck der Serie Eisenbahndetektiv Matt Clark wird Boles 1954 von Arthur Space dargestellt.